# Дом Савеза набављачких задруга државних службеника у Београду
Дом Савеза набављачких задруга државних службеника налази се у градској општини Стари град, у Македонској улици 21 у Београду. Уврштен је у споменик културе Србије.

## Историјат и архитектура
Објекат је грађен од средине 1928. до средине 1929. године, према пројекту српског архитекте Димитрија М. Лека. Сложен карактер и намена, функционална и складна архитектура оличена у прочишћености академског стила и монументалност сврставају га међу значајна достигнућа новијег српског градитељства. Савез набављачких задруга основан је 1921. године, а идеја о градњи дома потекла је одмах након оснивања. Конкурс за пројекат расписан је 1927. године, а градња је почела наредне године (новине су већ у јуну 1925. јавиле о постављању камена темељца). Зграда је од тврдог материјала са основом три такта у облику поктовице, чине је сутерен, приземље, четири спрата и мансарде. У подруму се налазио ресторан, приземље је служило за пословне просторије, први спрат је служио за канцеларије Савеза, а три горња спрата за изнамљивање станова задругарима, док су се на мансарди налазила преноћишта. Објекат је свечано отворен 24. маја 1930. године.
Зграда је подигнута за потребе еснафске оргнаизације, након тога служила је као место где су настала остварења нематеријалне културне баштине, односно за рад Студија 10 Радио Београда, одакле су потекла најзначајнија дела у области радио драме у периоду после Другог светског рата па све до марта 2014. године, чиме је стваралаштво звуком и у звуку постало нераскидив део културног наслеђа српског народа, што потврђује јединственост, уметнички, културно-историјски и друштвени значај објекта.